# Список заслуженных мастеров спорта СССР (подводный спорт)
В список включены спортсмены, имеющие звание заслуженный мастер спорта СССР по следующим видам спорта — скоростное плавание в ластах, подводное плавание с аквалангом, подводное ориентирование.

## 1975
- Салмин, Александр Михайлович 05.01.1946[1][2]

## 1979
- Тарабанько (Авдеева) Ирина Вениаминовна 29.04.1956[3][4]

## 1982
- Карапетян, Шаварш Владимирович[5][6]

## 1985
- Киреева, Светлана Владимировна 1961

## 1986
- Далидович, Анатолий Владимирович 1956

## 1990
- Олейников, Дмитрий Эдуардович
- Семёнов, Алексей Сергеевич

## 1991
- Яковлев, Михаил Юрьевич 1967
- Кудряев, Константин Сергеевич 1969
- Ахапов, Сергей Александрович 1970

## 1992
- Кармазин, Владимир И. (знак № 4066)

## Год присвоения неизвестен
- Антонова, Татьяна Викторовна 1956
- Стрелкова (Успенская), Светлана Георгиевна 20.07.1965[7]

## Было ли присвоено звание
- Жуков, Алексей Николаевич[8]
- Сараева, Марина Николаевна[9]